# Anna Karen Morrow
Anna Karen (20. září 1914 – 1. července 2009, Encino, Kalifornie, USA), též zkráceně pouze jako Anna K. Morrow, byla americká herečka.

## Životopis
Svoji kariéru zahájila jako modelka v New Yorku a čas od času byla rovněž nucena vzít malé role v televizi. V roce 1947 se vdala za herce Jeffa Morrowa. V té době pak také hrála v divadle na Broadwayi Veřejně známou se stala v polovině 60. let díky své roli paní Chernakové ve filmu Peyton Place. Hereckou dráhu ukončila v roce 1978.

## Filmografie (výběr)
- 1956 The Wrong Man
- 1956 The Price of Fear
- 1959 Holiday for Lovers
- 1965 Peyton Place
- 1966 Gunsmoke
- 1969 Všechny naše včerejšky - díl seriálu Star Trek
- 1972 Marcus Welby, M.D.